# Dorothea Christ
Dorothea Christ (* 17. Mai 1921 in Basel; † 19. August 2009 ebenda) war eine Schweizer Kunsthistorikerin, Kunstkritikerin und Autorin.

## Leben und Werk

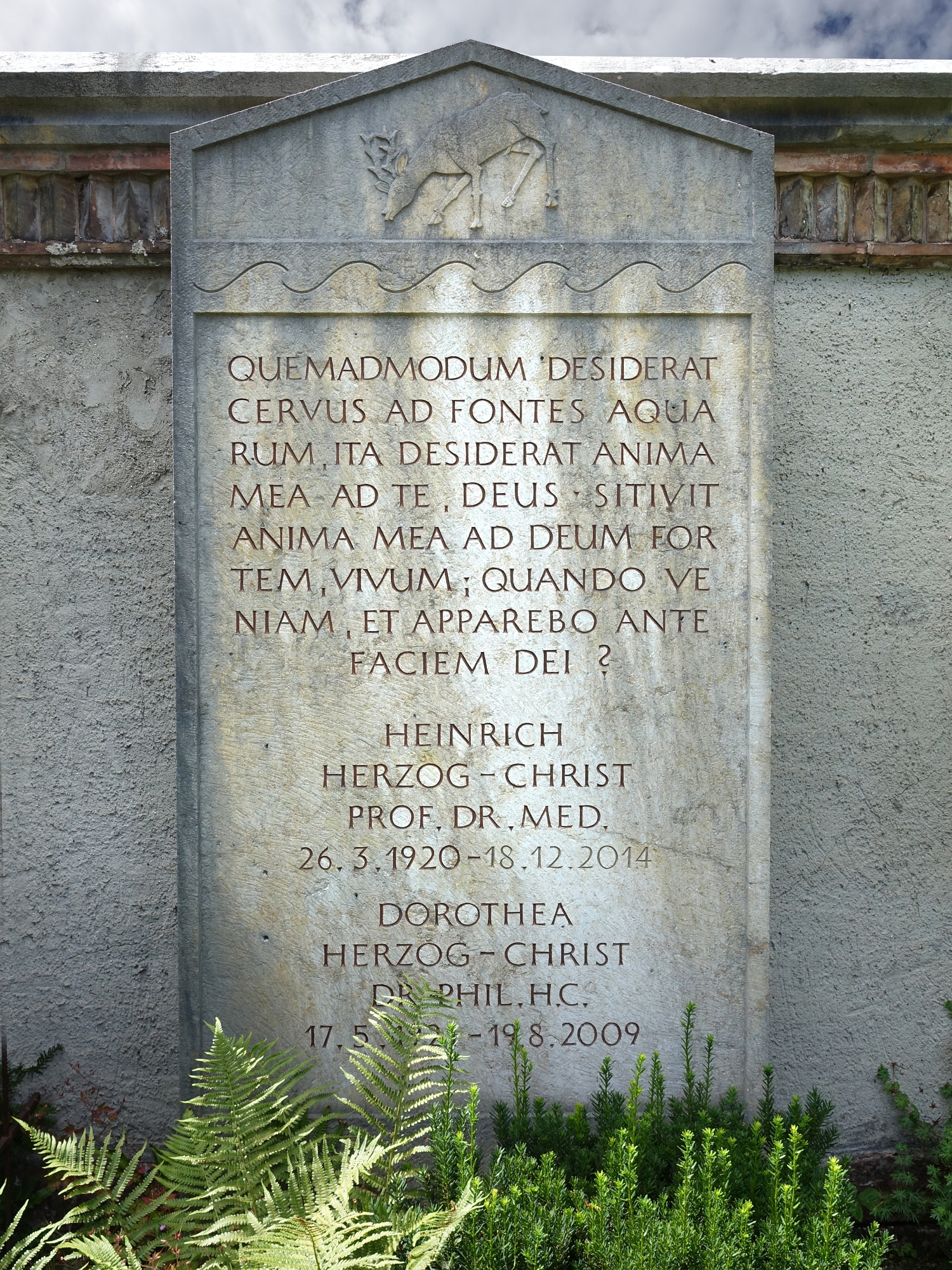
Grab auf dem Wolfgottesacker, Basel

Dorothea Christ wuchs in Basel auf und studierte Kunstgeschichte mit den Nebenfächern klassische Archäologie und deutsche Literaturgeschichte an der Universität Basel. Von 1947 bis 1948 war sie als Assistentin am Historischen Museum Basel tätig. Anschliessend arbeitete Dorothea Christ für den Beobachter, und ab 1948 war sie Kunstkritikerin am Schweizer Radio DRS.
Seit 1972 war sie Redaktorin des Mitteilungsblattes der Gesellschaft für Schweizerische Kunstgeschichte. Von 1983 bis 1987 präsidierte Dorothea Christ die Gesellschaft Schweizerischer Malerinnen, Bildhauerinnen und Kunstgewerblerinnen. Sie veröffentlichte unzählige kunstgeschichtliche Publikationen und engagierte sich zudem in verschiedenen Kommissionen.
Dorothea Christ heiratete 1950 den Arzt und Hochschullehrer Heinrich Herzog (1920–2014). Ihre letzte Ruhestätte fanden sie auf dem Friedhof Wolfgottesacker in Basel.
Dorothea Christs Nachlass wird im Staatsarchiv Basel-Stadt aufbewahrt.